# Passaporte maltês
O passaporte maltês (maltês: passaport Malti) é um passaporte emitido para cidadãos de Malta. Todo cidadão maltês é também um cidadão do Commonwealth e da União Europeia. O passaporte, juntamente com a carteira de identidade nacional, permite o livre direito de circulação e residência em todos os Estados-membros do Espaço Econômico Europeu, bem como na Suíça.

## Aparência física
Os passaportes malteses compartilham os padrões comuns de design dos passaportes da União Europeia. A capa é cor de vinho com o brasão de armas de Malta estampado no centro. As palavras "UNJONI EWROPEA" ("União Europeia") e "MALTA" estão inscritas acima do brasão e a palavra "PASSAPORT" ("Passaporte") e o símbolo do passaporte biométrico internacional estão inscritos abaixo dele.

### Nota do passaporte
O passaporte contém uma nota da autoridade emissora dirigida às autoridades de todos os outros países, identificando o portador como cidadão de Malta e solicitando que lhe seja permitido passar e ser tratado de acordo com as normas internacionais. A nota dentro de um passaporte maltês diz
The Maltese Government requests all those whom it may concern to allow the bearer to pass freely without let or hindrance and to afford the bearer every assistance and protection as may be necessary.
"O governo maltês solicita a todos aqueles a quem possa interessar que permitam que o portador passe livremente, sem deixar que o impeçam, e que lhe ofereçam toda a assistência e proteção necessárias."
Every citizen of the Union shall, in the territory of a non-EU country in which the Member State of which he is a national is not represented, be entitled to protection by the diplomatic or consular authorities of any Member State, on the same conditions of the nationals of that State

"Todo cidadão da União terá direito, no território de um país não pertencente à UE no qual o Estado-membro de sua nacionalidade não esteja representado, à proteção das autoridades diplomáticas ou consulares de qualquer Estado-membro, nas mesmas condições dos nacionais desse Estado."

## Exigências de visto

Requisitos de visto para cidadãos malteses.
Malta
Liberdade de movimento
Não é necessário visto
Visto emitido na chegada
eVisa
Visto disponível na chegada ou online
Visto necessário antes da chegada.

As exigências de visto para cidadãos malteses são restrições administrativas de entrada impostas pelas autoridades de países estrangeiros aos cidadãos de Malta. Em 19 de julho de 2022, os cidadãos malteses tinham acesso sem visto ou com visto na chegada (incluindo eTAs) a 185 países e territórios, classificando o passaporte maltês em 8º lugar no mundo em termos de liberdade de viagem (empatado com os passaportes australiano, canadense, tcheco e grego), de acordo com o Henley Passport Index. Além disso, o Arton Capital's Passport Index classificou o passaporte maltês em 5º lugar no mundo em termos de liberdade de viagem, com uma pontuação de mobilidade de 171 (empatado com os passaportes de Singapura e eslovaco), em 6 de janeiro de 2023.
Os cidadãos malteses podem viver e trabalhar em qualquer país dentro do Espaço Econômico Europeu (incluindo os estados membros da UE e a Associação Europeia de Livre Comércio) como resultado do direito de livre circulação e residência concedido no Artigo 21 do Tratado sobre o Funcionamento da União Europeia.

## Cidadania por investimento
Malta deu início a um esquema de cidadania por investimento em 2014, conhecido como Programa de Investidor Individual (IIP), no qual os não cidadãos poderiam solicitar a cidadania maltesa em troca de uma contribuição significativa para um fundo de desenvolvimento nacional e outros investimentos malteses, desde que mantivessem residência em Malta e passassem por verificações de antecedentes criminais. A Henley & Partners foi originalmente nomeada como agente único para administrar o IIP, mas o governo maltês posteriormente abriu o esquema também para empresas maltesas. O procedimento é supervisionado pela Citizenship Unit (Unidade de Cidadania) da Identity Malta Agency (Agência de Identidade de Malta) do governo.
O número e o histórico das pessoas que receberam a cidadania maltesa com base em investimentos são desconhecidos, pois o governo maltês não publica esses dados. O Comissário de Proteção de Dados de Malta confirmou que a publicação do número de compradores de passaportes e seu país de origem "pode prejudicar as relações com vários países de origem" e que a revelação das agências que lidaram com suas solicitações "pode prejudicar os interesses comerciais e, em última análise, a competitividade dos agentes aprovados, pois revelaria informações comercialmente sensíveis".
A lista de pessoas que foram naturalizadas maltesas no ano de 2015 inclui mais de 900 nomes (listados pelo primeiro nome) sem indicação de cidadanias anteriores/segundas e dos motivos da naturalização. Os políticos e comentaristas malteses fora do país viram esse processo de forma negativa, devido ao seu potencial de abuso por parte de indivíduos ricos que desejavam adquirir a cidadania da UE. O governo maltês, no entanto, declarou que essas solicitações foram submetidas a um exame minucioso. O Parlamento Europeu se opôs ao programa por considerá-lo uma venda da cidadania da UE.
A receita da venda de passaportes de Malta totalizou 163,5 milhões de euros em 2016. Desse valor, 70% é depositado no Fundo Nacional de Desenvolvimento e Social (NDSF), que foi criado em julho de 2016. O uso do fundo pelo governo não é regulamentado.

### Críticas
O esquema é criticado, porque seria um esquema fraudulento em que o governo maltês vende a cidadania da União Europeia a qualquer pessoa disposta a pagar o preço, legítima ou ilegalmente, em detrimento do povo maltês e da União Europeia como um todo. Descobriu-se que muitos dos que receberam um passaporte maltês eram criminosos internacionais de grande escala com vínculos com lavagem de dinheiro em vários países. As verificações de antecedentes realizadas nas pessoas dispostas a pagar pela cidadania foram criticadas como sendo quase inexistentes.
Embora o esquema injete dinheiro na economia maltesa, ele o faz às custas do cidadão maltês comum, já que o esquema do Golden Passport é parcialmente responsável pela enorme inflação do Índice Habitacional de Malta desde sua introdução. Esse fenômeno ocorre porque os solicitantes de passaporte são obrigados a comprar ou alugar uma propriedade em Malta para que o passaporte seja concedido. Muitos desses imóveis foram deixados vagos e, em muitas ocasiões, o proprietário nem adentrou o território de Malta.